# Dana Reizniece-Ozola
Dana Reizniece-Ozola, née Reizniece le 6 novembre 1981 à Kuldīga, est une femme politique lettonne membre de Pour la Lettonie et Ventspils (LuV). C'est également une joueuse d'échecs de haut niveau ayant le titre de grand maître international féminin depuis 2011 .

## Biographie

### Formation et vie professionnelle
Après des études à l'université de Ventspils, elle travaille au sein du parc de haute technologie de la ville, dont elle est membre du conseil d'administration.

### Parcours politique
Lors des élections législatives du 2 octobre 2010, elle est élue députée à la Diète sur une liste de l'Union des verts et des paysans (ZZS), une coalition à laquelle son parti appartient. Elle devient ensuite secrétaire parlementaire du ministère des Transports. Elle est réélue lors du scrutin anticipé du 17 septembre 2011 et aux élections du 4 octobre 2014.
Le 5 novembre suivant, à 32 ans, elle est nommée ministre des Affaires économiques dans le second gouvernement de coalition de centre-droit de la Première ministre conservatrice Laimdota Straujuma. Lors de la formation du gouvernement de centre-droit de Māris Kučinskis le 11 février 2016, elle devient ministre des Finances.

## Joueuse d'échecs

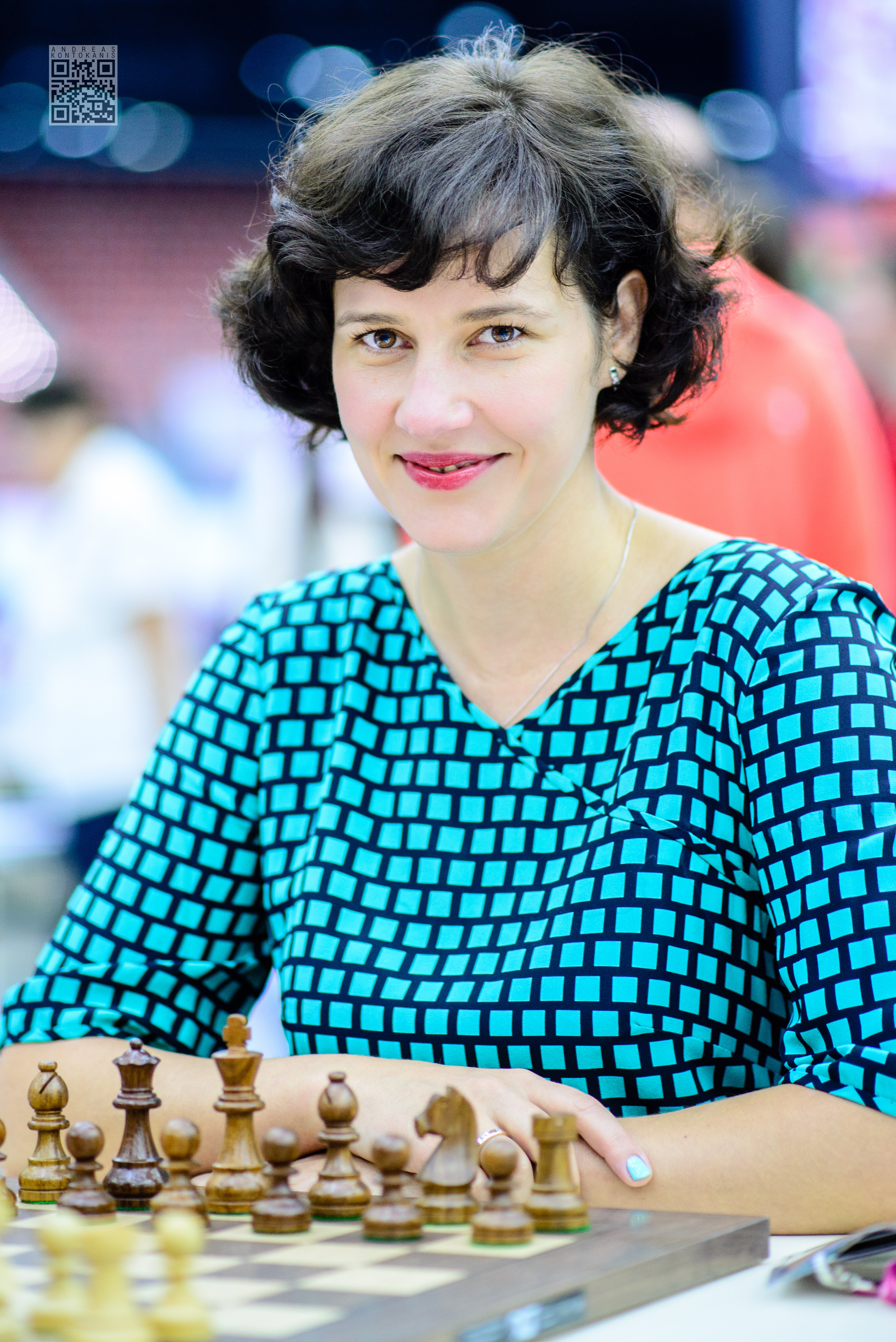
Dana Reinzniece aux olympiades d'échec en 2016.

Dana Reinzniece-Ozola est également une joueuse d'échecs de haut niveau. Elle détient le titre de grand-maître international féminin et a représenté la Lettonie lors de huit Olympiades depuis 1998, à chaque fois au premier échiquier.
À l'occasion de l'Olympiade d'échecs de 2016 à Bakou, elle bat la championne du monde Hou Yifan.

## Vie privée
En 2011 elle a épousé Andris Ozols ; depuis, elle porte les deux noms. Son mari est depuis 2004 directeur de la Latvijas Investīci ju un attīstības aģentūra (LIAA), l’agence d’État lettone pour les investissements et le développement. Mère de quatre enfants elle a abandonné plusieurs fois son mandat parlementaire en raison de ses grossesses et de ses activités maternelles. Dans une rencontre avec le journaliste de Die Zeit Ulrich Stock, elle justifie ainsi le fait qu’elle continue à participer à des compétitions d’échecs malgré ses activités politiques : « Cela permet de s’évader du monde réel. Quand on joue, rien d’autre ne compte. On est entièrement dedans. C’est la meilleure façon de méditer ».